# Alice Keller
Pour les articles homonymes, voir Keller.
Alice Keller, née le 18 avril 1896 à Bâle (originaire du même lieu) et morte le 18 novembre 1992 dans la même ville, est une économiste et féministe suisse.

## Biographie
Alice Keller naît le 18 avril 1896 à Bâle, dont elle est également originaire. Son père, Johann Heinrich, est commerçant ; sa mère se nomme Mina Stünzi avant son mariage. 

### Études et parcours professionnel
Elle fait des études d'économie politique à l'Université de Bâle, couronnées par un doctorat en 1922. 
Elle travaille de 1926 à 1952 dans l'industrie chimique, notamment jusqu'en 1939 pour une succursale de Roche à Tokyo dont elle devient directrice. 

### Engagement féministe
Elle cofonde en 1923 l'Association bâloise des femmes universitaires et la préside de 1941 à 1947. Elle préside ensuite l'Association suisse des femmes universitaires pendant trois ans, jusqu'en 1950.  
Elle préside le Centre de liaison des associations féminines de Bâle de 1953 à 1959. Elle est par ailleurs membre de la commission des finances de l'Alliance de sociétés féminines suisses à partir de 1953 et la préside de 1958 à 1961. Elle est membre à ce titre de 1959 à 1966 de la commission suisse de coordination pour la coopération technique avec les pays en voie de développement.     
Elle est la première femme élue au Grand Conseil de la commune bourgeoise de Bâle en 1964. 

### Décès
Elle meurt célibataire le 18 novembre 1992 à Bâle.